# Opicapone
L'opicapone, vendu sous le nom de marque Ongentys, est un médicament utilisé avec la lévodopa/carbidopa pour la maladie de Parkinson ,.

## Mode d'action
Il y parvient en bloquant une enzyme impliquée dans la dégradation de la lévodopa, appelée catéchol-O-méthyltransférase. Il agit en renforçant les effets de la lévodopa et donc de la dopamine dans les parties du cerveau qui contrôlent le mouvement et la coordination.

## Usage médical
Il est particulièrement utilisé en cas de fluctuation de la fonction motrice avant la dose suivante de lévodopa. Les avantages sont similaires à ceux de l'entacapone . Le médicament est pris par voie orale.

## Effets secondaires
Les effets secondaires de ce médicament comprennent la difficulté à contrôler les mouvements. D’autres effets secondaires peuvent inclure la constipation, l’hypotension artérielle, la perte de poids ou la dégradation musculaire. 

## Histoire
Le médicament a été approuvé pour un usage médical en Europe en 2016 et aux États-Unis en 2020,. Au Royaume-Uni, un mois de médicaments coûte au NHS environ 94 livres sterling  en 2021. Aux États-Unis, ce montant coûte environ 630 dollars américains .